# Adam Schroeder
Adam Schroeder es un productor cinematográfico de Hollywood.

## Trabajos
- Rules of Engagement
- Sleepy Hollow
- The Truman Show
- A Simple Plan
- The Tuxedo
- Wonder Boys
- Zoolander
- The First Wives Club
- Clueless
- Ransom
- Mother
- Marvin's Room
- In & Out
- Shaft
- Bringing Out the Dead
- Angela's Ashes
- Changing Lanes
- Orange County
- South Park: Bigger, Longer & Uncut